# Llista de monuments de la Llitera
Llista de monuments de la Llitera inclosos en el registre de béns arquitectònics del patrimoni cultural aragonès per la comarca de la Llitera. Inclou els classificats com a Béns d'Interès Cultural i com a Béns Catalogats.
| Monument                                                            | Tipus              | Localització                          | Coordenades                                                | Codi?                 | Imatge |
| ------------------------------------------------------------------- | ------------------ | ------------------------------------- | ---------------------------------------------------------- | --------------------- | --- |
| Castell dels Gilabert                                               | BIC Arq. militar   | Albelda                               | 41° 52′ 03″ N, 0° 27′ 22″ E / 41.8674473289°N,0.4559755°E  | 1-INM-HUE-009-009-003 | Carregueu una nova foto d'aquest monument                                                                                             |
| Palau fortificat dels Desvalls, o Castell dels marquesos d'Alfarràs | BIC Arq. militar   | Baells                                | 41° 57′ 12″ N, 0° 27′ 34″ E / 41.95341°N,0.459355°E        | 1-INM-HUE-009-043-001 | Palau fortificat dels Desvalls (Baells) · Vegeu més fotos d'aquest monument · Carregueu una nova foto d'aquest monument               |
| Castell de Sorita                                                   | BIC                | Baells                                | 41° 59′ 29″ N, 0° 26′ 37″ E / 41.991255°N,0.443605°E       | 1-INM-HUE-009-043-002 | Carregueu una nova foto d'aquest monument                                                                                             |
| Castell de Miravet                                                  | BIC                | Camporrells                           | 41° 58′ 06″ N, 0° 32′ 34″ E / 41.968381°N,0.542847°E       | 1-INM-HUE-009-075-001 | Carregueu una nova foto d'aquest monument                                                                                             |
| Castell de Santa Anna                                               | BIC                | Castellonroi                          |                                                            | 1-INM-HUE-009-089-001 | Carregueu una nova foto d'aquest monument                                                                                             |
| Castell de Calassanç                                                | BIC Arq. militar   | Peralta i Calassanç Calassanç         | 42° 01′ 17″ N, 0° 22′ 29″ E / 42.021374°N,0.374823°E       | 1-INM-HUE-009-175-003 | Carregueu una nova foto d'aquest monument                                                                                             |
| Penya de Migdia o castell de Gavassa                                | BIC                | Peralta i Calassanç Gavassa           | 42° 00′ 23″ N, 0° 25′ 09″ E / 42.006284°N,0.419186°E       | 1-INM-HUE-009-175-004 | Penya de Migdia (Peralta i Calassanç) · Vegeu més fotos d'aquest monument · Carregueu una nova foto d'aquest monument                 |
| Castell de la Móra, o Castell de Montmagastre                       | BIC Arq. militar   | Peralta i Calassanç Peralta de la Sal | 41° 58′ 22″ N, 0° 24′ 21″ E / 41.9727622°N,0.405914783°E   | 1-INM-HUE-009-175-005 | Castell de la Móra (Peralta i Calassanç) · Vegeu més fotos d'aquest monument · Carregueu una nova foto d'aquest monument              |
| Església de Santa Maria, o de l'Assumpció                           | BC                 | Peralta i Calassanç Peralta de la Sal | 41° 59′ 35″ N, 0° 23′ 13″ E / 41.993116050°N,0.386849641°E | 1-INM-HUE-009-175-001 | Església de Santa Maria (Peralta i Calassanç) · Vegeu més fotos d'aquest monument · Carregueu una nova foto d'aquest monument         |
| Castell d'Alins                                                     | BIC                | Sanui i Alins Alins de Llitera        | 42° 01′ 09″ N, 0° 20′ 13″ E / 42.019158°N,0.336896°E       | 1-INM-HUE-009-040-002 | Carregueu una nova foto d'aquest monument                                                                                             |
| Castell de Tamarit                                                  | BIC                | Tamarit de Llitera                    | 41° 52′ 22″ N, 0° 25′ 17″ E / 41.872722°N,0.421305°E       | 1-INM-HUE-009-225-003 | Carregueu una nova foto d'aquest monument                                                                                             |
| Església de Santa Maria la Major                                    | BIC Arq. religiosa | Tamarit de Llitera                    | 41° 52′ 14″ N, 0° 25′ 20″ E / 41.8705363°N,0.422272°E      | RI-51-0000643         | Església de Santa Maria la Major (Tamarit de Llitera) · Vegeu més fotos d'aquest monument · Carregueu una nova foto d'aquest monument |
| Torre de Valldellou o dels Albano                                   | BIC Arq. militar   | Valldellou                            | 41° 55′ 03″ N, 0° 32′ 47″ E / 41.917621°N,0.546302°E       | 1-INM-HUE-009-045-001 | Torre (Valldellou) · Vegeu més fotos d'aquest monument · Carregueu una nova foto d'aquest monument                                    |